# エデコ
エデコ（Edeko, 生年不詳 - 469年）は、5世紀の軍人。初めフン族の王アッティラに仕え、後には東ローマ帝国に属した。オドアケルとオノウルフスの父とされる。アッティラの重臣だったエデコの記録と東ローマ帝国に仕えたエデコの記録は同名の別人の記録とする説もある。

## 人物・生涯
その部族的出自は不明で、しばしばヘルール族ともゴート人ともテューリンゲン族ともスキリア族ともされるが、実際にはエデコがゲルマン人であったのかどうかすら分かっていない。
テオドシウス2世がフン族の長アッティラへ派遣した外交官マクシミヌスに同行したプリスクスによれば、エデコはゲピド族の王アルダリックと並ぶアッティラの重臣であったという。詳細は不明であるが、445年のアッティラの兄ブレダの死に関連してアッティラの地位を高めるような功績があったという。
449年、エデコはアッティラからテオドシウス2世への使者としてオレステスとともにコンスタンティノープルを訪れた。エデコはテオドシウス2世の宦官クリサフィウスから高額の報酬を餌にアッティラの暗殺を依頼されたが、エデコは計画に賛同したふりをして暗殺の計画をアッティラに報告した。451年にはアッティラに従ってカタラウヌムの戦いに参加している。
453年にアッティラが没すると、エデコはゲピド族の王アルダリックとともにフン族の連合体から独立し、454年にはネダオ河畔の戦いでフン族を打ち破った。以後はスキリア族の軍隊を率いて東ローマ帝国に所属し、特にレオ1世の治世には皇帝より重用され、パンノニアで自身の王国を築いた。
469年、東ローマ皇帝レオ1世の示唆を受けてゴート人の将軍ウァラメールらを排除しようとしたが、ボリア川の戦いでウァラメールら率いるゴート人の集団に敗れて死亡した。